# Elisenda
Elisenda és un prenom femení català que deriva d'una variant més antiga Alicsén que prové del prenom germànic Alahsind. Celebra l'onomàstica el dia 8 de febrer o el 14 de juny.

## Difusió
Aquest prenom fou força comú durant l'edat mitjana a la Corona d'Aragó i els antics estats d'Occitània. Cal destacar, però, el paper d'Elisenda de Montcada, reina de la Corona d'Aragó, en la difusió moderna del prenom: fou la fundadora del Monestir de Pedralbes a Barcelona, motiu pel qual un carrer principal d'aquesta ciutat i una estació de metro (l'Estació de Reina Elisenda) reben aquest nom. Aquest fet ha contribuït en gran part que aquest prenom tingui succés actualment en l'àmbit català.
Variants: Elisèn (variant força comuna durant l'edat mitjana), Elicsèn, Elicsenda, Alicsèn, Elisendis
Versions en altres idiomes:
- Occità: Elisenda, Elisén, Alicsén
- Francès: Elisende
- Castellà: Elisenda

## Biografies
- Elisenda de Montcada, reina consort de la Corona d'Aragó
- Elisenda I de Rocabertí, vescomtessa de Rocabertí
- Elisenda Paluzie, experta en economia
- Elisenda Ribas, actriu
- Elisenda Malaret i Garcia, jurista
- Elisenda Albertí, editora i política
- Elisenda Roca, periodista